# Hieronymus II von Birckholtz
Hieronymus II von Birckholtz, född cirka 1565 i Küstrin, dagens Kostrzyn nad Odrą i Markgrevskapet Brandenburg i Polen, död 31 maj 1618 i Helgona församling, Södermanland, var en tysk-svensk diplomat och hovjunkare.
Han var herre till Yläne gård i Yläne socken, Juva gård (kaptensboställe) i S:t Mårtens socken (finska: Marttila) och Paaso i Heinola socken, samtliga belägna i Finland. 
Yläne gård (finska: Yläneen kartano, även Vanhakartano), är en egendom i  Yläne, söder om kyrkbyn. Den omtalas redan 1381. Efter 1421 har den gamla sätesgården ägts av släkterna Djäkn, Lydekasönernas ätt, Fleming, von Birckholtz, Creutz, Lybecker, Jägerhorn (af Spurila) och (sedan 1891) av släkten Rantasalo (f.d. Björni). Yläne socken var tidigare en kommun i ett landskap i Finland i Västra Finlands län som heter Egentliga Finland. S:t Mårtens är idag en kommun i det finländska landskapet Egentliga Finland. Heinola ligger i landskapet Päijänne-Tavastland. Han är begraven i Överselö kyrka i Södermanland.

## Familjeförhållanden

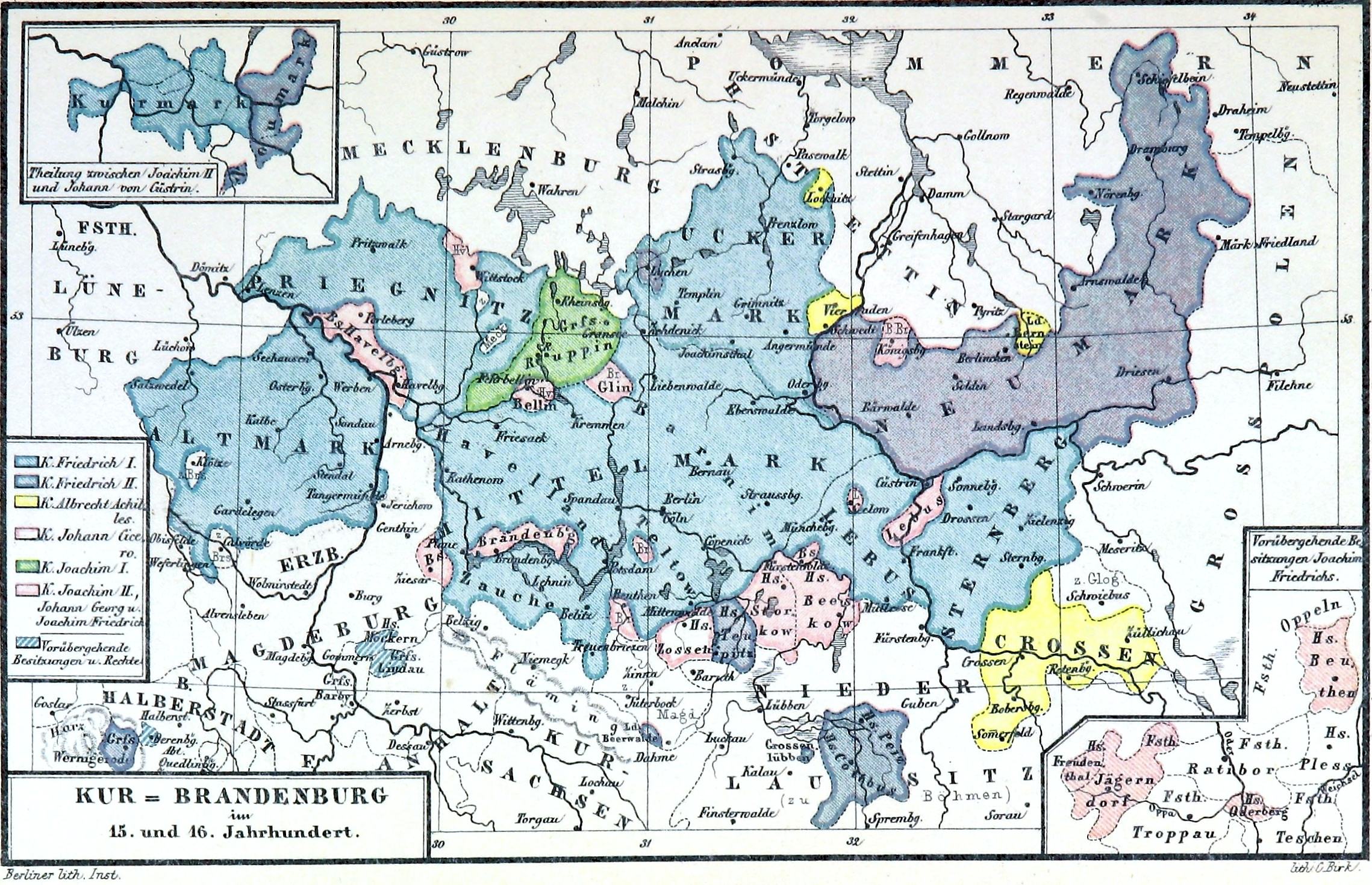
Den infällda kartan i övre vänstra hörnet visar delningen mellan Brandenburg och Brandenburg-Küstrin. Brandenburg-Küstrin omfattade Neumark öster om Oder med Sternberg och Crossen samt en mindre region omkring städerna Cottbus och Peitz.

Den kreisfria staden Cottbus (sorbiska: Chóśebuz; äldre stavning: Kottbus) ligger i Niederlausitz och Cottbus är också den näst största staden i den tyska delstaten Brandenburg. Peitz ligger i Landkreis Spree-Neisse i Förbundslandet Brandenburg.

Kurfurstendömet Brandenburg (rött) inom Tysk-romerska riket vid trettioåriga krigets utbrott 1618. Markgrevskapet Brandenburg hette efter 1356 Kurfurstendömet Brandenburg. Idag är Brandenburg i nordöstra Tyskland ett av Tysklands förbundsländer.

Hieronymus II von Birckholtz föddes omkring 1565 i staden Kostrzyn nad Odrą (tyska: ’’Küstrin’’), som ligger vid floden Oder (polska: ’’Odra’’) i västra Polen, på gränsen till Tyskland. Under slutet av andra världskriget förstördes staden Kostrzyn nad Odrą helt. I stadens gamla stadskärna låg den befästa ruinstaden och den återuppbyggdes aldrig på samma plats, men öster om stadens gamla centrum ligger den nya staden.
Hieronymus II von Birckholtz var son till Hieronymus I von Birckholtz (1535-1590) och hans hustru Anna von Brixen. Fadern var kansler i riksfurstendömet i Markgrevskapet Brandenburg-Küstrin inom det Tysk-romerska riket, som existerade mellan 1535 och 1571 och där huvudstaden var Küstrin, nuvarande Kostrzyn nad Odrą i Polen. Fadern var också geheimeråd från Cottbus i Sachsen. Inom det tysk-romerska riket var geheimerådet (tyska: ’’geheimerat’’) ett hemligt råd, senare blev titeln en ämbetsmannatitel i de tyska monarkierna.. Efter 1356 hette furstendömet även Kurfurstendömet Brandenburg, idag är det ett historiskt landskap. Den tidigare staten Markgrevskapet Brandenburg-Küstrin är idag en del av nordöstra Tyskland och västra Polen.
Hieronymus II av Birckholtz var gift med Anna Joakimsdotter Fleming och Uriana Danielsdotter Hund. Han var far till sonen Hieronymus III av Birckholtz och döttrarna Hebla av Birckholtz och Dorothea av Birckholtz, och bror till Barbara von Birckholtz och Gismund (Sigismund) von Birckholtz.

## Giftermålen
Hieronymus II von Birckholtz gifte sig första gången våren 1597 med Anna Fleming (född 1562, död före 1608) (Anna Joakimsdotter Fleming), dotter till Joakim (Eriksson) Fleming till Qvidja (1534-1563) och Agda Persdotter, kallad ’’Charitas’’ för sin skönhets skull, i hennes första gifte. Paret hade trolovat sig 1595, men gifte sig 1597. Anna Flemings far, Joakim Fleming, som var militär och adelsman, innehade slottet Qvidja i Pargas socken i Finland, var bror till Finlands hövitsman Claes Eriksson Fleming och han var kammarherre hos hertig Erik som senare blev kung. Anna Flemings mor, Agda Persdotter, var Erik XIV:s älskarinna och hon var Erik XIV:s frilla åren 1558-1561 och möjligen 1563-1565. Då Joakim Fleming stupade i livländska kriget 1563 blev Agda Persdotter änka. Hon gifte då om sig med befallningsmannen på Stegeborg Christoffer Olofsson Stråle af Sjöared, dotter till rådmannen i Stockholm Peder Klemetsson i Porten (Peder i S:t Nicolai port). Agda Persdotter fick tre utomäktenskapliga barn med Erik XIV, Virginia Eriksdotter (1559-1633), Constantia Eriksdotter (1560-1649) och Lucretia Eriksdotter (1564-1574). Barnen, som hon hade med Erik XIV anförtroddes åt Eriks halvsyster Cecilia Vasa för uppfostran. Hieronymus II von Birckholtz och Anna Fleming blev föräldrar till sonen Hieronymus III von Birckholtz.
Hieronymus von Birckholtz gifte sig andra gången senast 1608 med Uriana Danielsdotter Hund (död 1649) i hennes andra äktenskap. Hon var dotter till hovmästaren och krönikeskrivaren Daniel Hansson Hund, som adlades 1590, men inte var introducerad, och hans första hustru Emerentia Bengtsdotter Örnflycht. Uriana Hunds far Daniel Hansson Hund skrev 1611 ’’Konung Erik XIV:s krönika på rim eller uti en visa författad af Daniel Hansson Hund till Rombelberg’’. Efter äldre handskrifter utgavs den 1847 av Fredrik August Dahlgren (1816-1895) i Stockholm på P.A. Norstedt & Söner, Kongl. Boktryckare. Uriana Hund var änka efter översten Scipio de Palma, som stupade i andra polska kriget i slaget vid Kirkholm 1605. Scipio de Palma förde i vapnet en halv björn. Uriana Hund avled mellan 13/5 och 21/10 1659, och begravdes i andre mannens grav i Överselö kyrka i Södermanland tillsammans med Hieronymus von Birckholtz.

## Biografi
Hieronymus II von Birckholtz var student vid Ruprecht-Karls-Universität Heidelberg i Heidelberg 1586 och kom enligt egen uppgift i svensk tjänst omkring 1590, i juni 1594 blev han ”trotjänare”, först hos Johan III och senare hos hertig Karl, hos vilken han i mars 1595 blev hovjunker. Titeln junker användes särskilt om adliga godsägare i stora delar av Preussen. Vid hovet hade hovjunkaren, som ursprungligen ofta var en ung ädling, att skära upp steken vid den kungliga taffeln. Senare blev titeln en hederstitel, som majestätet delade ut efter behag och då utan krav på arbetsinsats. Hertig Karl fann i Hieronymus ”en brukelig och tjänlig karl” lämplig att användas för skilda uppdrag.
Han invecklades i långvariga konflikter med Clas Eriksson Fleming, vars brorsdotter Anna Fleming han länge uppvaktade, men först efter Flemings död lyckades få till stånd ett giftermål med. Han företog flera resor för att sköta om sina släktgods i Brandenburg, och anförtroddes i samband med dessa flera diplomatiska uppdrag, bland annat 1598 förhandlingar om ett giftermål mellan Anna Vasa och Georg Johan av Brandenburg.
Inför förberedelserna till hertig Karls tåg till Finland 1599 fick Hieronymus von Birckholtz uppdraget att sköta uppbådet av knektar i Norrland och Österbotten. Han hade ansvaret för uppbådet av knektarna från Norrland och Österbotten. I augusti 1600 och även 1601 framträdde han i rollen av tygmästare. Genom sitt giftermål med Anna Fleming i Flemingsläkten blev han alltmer knuten till Finland och anlitades för flera uppdrag i norra Sverige. Vintern 1602 förtog han tillsammans med Sigfridus Aronus Forsius och Daniel Hjort en resa till Varanger för att undersöka gränsfrågan och företa mätningar av gradhöjden här.
Hösten 1607 utförde han på kungens uppdrag omfattande undersökningar av de kamerala förhållandena i Österbotten. Vid hertig Karls erövringståg i Finland belägrades borgen Qvidja (finska: ’’Kuitia’’) i Pargas i Väståbolandi landskapet Egentliga Finland. Godset beboddes senare av bland andra Erik Joakimsson Fleming och Clas Eriksson Fleming och den nuvarande stenbyggnaden utgör resterna av ett försvarstorn från slutet av 1400-talet, övervåningarna har senare tagits bort. År 1608 återskänktes Qvidja till Clas Flemings änka Ebba Stenbock.
I slutet av 1613 erhöll han av änkedrottning Kristina av Holstein-Gottorp ”beställning att brukas uti rättegångsväsendet”. Genom eldsolycka förlorade han sin egendom, detta blev en vändpunkt i von Birckholtz’ liv och det var då som han började i änkedrottning Kristinas tjänst, men denna nya ställning varade bara en kort tid. Detta användes av Gustav II Adolf 1615 till 1617 i diplomatiska och andra värv i Tyskland. Under dessa år var han långa tider på resor i norra Tyskland. Han träffade själv på skilda vägar avtal med de som hade kunskaper och korrespondenter och skaffade sig underrättelser för svenska regeringens räkning. Hans uppmärksamhet var särskilt inriktad på den polske kungens planer samt på de landsflyktiga svenska herrarnas planer och anslag som verkade i Polen. De sedan gammalt livliga förbindelserna med hovkretsarna i Berlin blev nu av särskild betydelse för von Brickholtz. Tanken på giftermålet mellan Gustav II Adolf och Maria Eleonora tycks också först ha framkastats vid ett av hans besök i Berlin. Hieronymus von Brickholtz verkade också starkt för att realisera denna tanke. Han rapporterade till regeringen och dessa präglas av stor utförlighet, en livlig berättelseton och med en viss humor. Under hela denna tid kvarstod von Brickholtz i tjänsten hos änkedrottningen, men med de långvariga politiska uppdragen hade han emellertid ådragit sig missnöje hos henne. Hos kungen förhandlade han om fastare anställning, men på försommaren 1618 avled han. Han avled den 31 maj 1618 i Nyköping och ligger begravd på Överselö kyrka i Södermanland.